# 分散型電源
分散型電源（ぶんさんがたでんげん）とは、電力供給の一形態であり、比較的小規模な発電装置を消費地近くに分散配置して電力の供給を行う機械そのものや、蓄電池（住宅用／公共・産業用／変電所設置）、電気自動車利用など電力貯蔵システムなどの方式のことである。二次送電系統への系統連系を中心とした中小規模の発電施設から、太陽光や風力、燃料電池などの規模の小さい低出力の発電装置、大規模な電力貯蔵システムまで、各種の多様な電源が含まれる。

## 分散型電源登場の背景
電力不足、電力品質問題、計画停電、電気料金の高騰など、電力系統に対する需要の増大により、多くの電力会社が高品質で信頼できる他の電力供給源を求めている。分散型エネルギー源（DER）は、電気を使う場所（家庭や企業など）の近くにある小規模な発電源で、従来の電力網に代わる、あるいは強化された電力網を提供するものである。分散型エネルギー源（DER）は、大規模な中央発電所や高圧送電線の建設に比べ、より迅速で安価な選択肢である。DERは、消費者に対し、低コスト、サービスの信頼性向上、高い電力品質、エネルギー効率の向上、エネルギーの自立の可能性を提供する。また、風力、太陽光、地熱、バイオマス、水力などの再生可能な分散型エネルギー発電技術や「グリーン電力」を利用することで、環境面でも大きなメリットを得ることができる。

## 世界の分散型電源の予測

### Bloomberg NEFによる2021年11月15日の予測
BloombergNEF(BNEF: Bloomberg New Energy Finance)が2021年11月15日(月曜日)に発表した分析では、顧客設置型ストレージを含む世界の蓄電池導入量は、10年後までに358GW/1,028GWhに達し、2020年の数値の20倍になると予想している。2030年には米国と中国がその半分以上を占め、インド、オーストラリア、ドイツ、英国、日本も主要市場になると予想されている。この分析によると、サポート政策、積極的な気候目標、柔軟なリソースの必要性が、これらすべての地域の成長を促進するとしている。BNEFのレポート主執筆者でクリーン・パワー・スペシャリストの"Yiyi Zhou"は声明の中で、「世界のエネルギーストレージ市場はかつてないペースで成長しており、電池コストの低下と再生可能エネルギーの普及率の急上昇により、エネルギーストレージは多くの電力システムにおいて説得力のある柔軟な資源となっている」と述べている。エネルギーストレージプロジェクトは、規模が拡大し、配電時間が長くなり、再生可能エネルギーとの組み合わせがますます増加している。

## 日本での分散型電源開発の背景[6]
東日本大震災の際の電力ひっ迫を契機に、電力の需給バランスを意識したエネルギー管理の重要性が認識された。また、太陽光発電や風力発電といった再生可能エネルギーの導入が進展した。これらは自然の状況に応じて発電量が左右されるため、供給量の制御が不可能である。
並行して、太陽光発電や家庭用燃料電池などのコージェネレーション、蓄電池、電気自動車、ネガワット(節電した電力)など、需要家側に導入される分散型のエネルギーリソースの普及が進んだ。
このような背景から、大規模発電所(集中電源)に依存したエネルギー供給システムが見直され、需要家側（Behind-the-Meter;BTM）のエネルギーリソースを電力システムに活用する仕組みの構築が進められている。工場や家庭などが有する分散型のエネルギーリソース一つ一つは小規模だが、IoT(モノのインターネット)を活用しこれらを束ね(アグリゲーション)、遠隔・統合制御することで、電力の需給バランス調整に活用可能である。この仕組みは、あたかも一つの発電所のように機能するため、「仮想発電所:バーチャルパワープラント(VPP:Virtual Power Plant)」と呼ばれている。VPPは、負荷平準化や再生可能エネルギーの供給過剰の吸収、電力不足時の供給などの機能として電力システムでの活躍が期待されている。
このように、分散型電源と仮想発電所（VPP）の開発は車の両輪と言っても差し支えない関係である。

## 米国での分散型エネルギー源
連邦政府機関では、ディーゼル燃料のコストが高い遠隔地に、再生可能エネルギーと組み合わせた蓄電システムを導入してきた長い歴史がある。リチウムイオン電池のコストが下がるにつれて、費用対効果の高いグリッド接続型蓄電池の可能性が出てきた。分散型エネルギー源（DER：Distributed Energy Resources）には、太陽光パネル、熱電併給設備、蓄電池、天然ガスを燃料とする小型発電機、電気自動車、空調設備や電気温水器などの制御可能な負荷が含まれることがある。
再生可能エネルギー技術、蓄電池、熱電併給（CHP：combined heat and power）などの分散型エネルギー資源（DER：Distributed Energy Resources）は、連邦政府の施設に様々な利益をもたらすことができる。DERは、機関が目標や義務を達成し、コストとエネルギーを節約し、環境上の利益をもたらすのに役立つ。分散型再生可能エネルギー、蓄電池、およびCHPの新たな用途として、サイトがグリッド電力を失った場合に電力を供給するレジリエンス（resilience：回復力）が挙げられる。
再生可能エネルギー、ストレージ（蓄電設備）、熱電併給（CHP：combined heat and power）は、送配電網（グリッド：grid）に接続されている間、収益源となり、エネルギーとコストの節約により、マイクログリッドの総コストを下げ、マイクログリッドの構成要素を追加することが可能になる場合がある。分散型エネルギー技術をマイクログリッドに組み込むと、燃料の供給が制限される、送配電網（グリッド）停止時の事故・困難な状況などにおける生存時間を延ばすこともできる。
分散型エネルギー技術は、特定のレジリエンス（resilience：回復力）の課題に対処することができるが、あくまでその一部である。連邦エネルギー管理プログラム（FEMP：The Federal Energy Management Program）は、主要業務の継続性に対応するレジリエンス計画と実施のための包括的なフレームワークを開発している。

### 米国国立再生可能エネルギー研究所（NREL）の新しい報告書
米国国立再生可能エネルギー研究所（NREL：National Renewable Energy Laboratory）の新しい報告書によると、エネルギー貯蔵（energy storage）を大幅に導入することで、負荷のバランスをうまくとり、あらゆる時間帯の需要を満たすとともに、電力網をより効率的に稼働させることが可能となる。

### ウッドマッケンジーのグリッドエッジ調査チームによる第2回米国DERアウトルック
ウッドマッケンジーのグリッドエッジ調査チームは、第2回米国分散型エネルギー源(DER: Distributed Energy Resources)アウトルックで、2017年から2026年までの10年間におけるDERの開発と運用を分析した。本調査の重要な結論として、2017年から2021年にかけて78GWのDER容量が設置され、これは2022年から2026年にかけて設置される175GWの半分以下であることが挙げられる。175GWは、北米で圧倒的に大きな電力市場であるPJMの設備容量に近く、気の遠くなるような数字である。分散型エネルギー市場における太陽光発電のシェアは、2020年の84%から2026年には49%に低下する。そのほとんどが電気自動車（EV）の充電インフラの費用負担によるものであり、EVの市場シェアは同年には21%に拡大すると予想されている。

### 地域ごとの分散型エネルギー電源採用状況
2022年現在、9つの州がエネルギー貯蔵(ストレージ)の目標を設定しており、それぞれメカニズムやインセンティブ政策が異なっている。現在、全米の9つの州でエネルギー貯蔵の目標が設定されているが、ニューヨーク州に次いで大きいのは、バージニア州の2035年の3.1GWの導入目標である。
アメリカ合衆国西部
アメリカ合衆国西部において、フルエンス・エナジー(Fluence Energy)は、2022年度第1四半期に600MWのエネルギーストレージ製品を契約し、サプライチェーンの問題が続く中、1,033MWを配備したと、2022年2月10日(木曜日)に発表した。2022年2月7日の週にフルエンス・エナジーは、エネルギー企業の"The AES Corp."と、米国西部の州における太陽光発電とエネルギー貯蔵(ストレージ)の1.1GWポートフォリオにフルエンスIQデジタルインテリジェンスおよび分析プラットフォームを導入する契約を締結したことも発表している。この契約は、フルエンスIQプラットフォームにとって単独で最大の案件であり、フルエンスが2022年のソフトウェア導入目標を7ヶ月前倒しで達成することに貢献した。また、フルエンスは、特に洋上風力発電所のある地域で、送電線のボトルネックを緩和するために送電線に接続した蓄電池の設置も検討している。同社は2021年12月にリトアニアの送電事業者"Litgrid AB"と1MWの試験運用を完了し、200MWの契約につなげている。
カリフォルニア州
カリフォルニア州は、2013年に最初の蓄電池(ストレージ)導入目標を実施し、2021年末までに約2,500MWの蓄電池を導入し（CAISO:California Independent System Operator／カリフォルニア独立系統運用事業者による調査）、米国での分散型電源の開拓者である。カリフォルニア州は現在、太陽光や風力発電の日々の変動や季節変動を乗り切るために必要な、少なくとも8時間持続する長時間の貯蔵を検討している。州知事の”Gavin Newsom”は、長時間稼働技術の初期段階での導入を支援するため、州の最新予算で3億8000万ドルを提案し、2030年までに1000MW、2045年までに4000MWを念頭に置いている。同州の公益事業委員会(Public Utilities Commission)は、2023年から2026年の間に合計1150万kWの新規電力資源を調達するよう電力会社に指示している。さらに、カリフォルニア独立系統運用事業者（CAISO）は独自の政策的インセンティブを模索し続けており、グリッドにおけるストレージの役割をさらに明確にするエネルギーストレージ強化イニシアチブの藁案も発表している。
CCA（Community Choice Aggregation）と分散型エネルギー源（DER）について
カリフォルニア州では電源の切断が一般的になっており、CCA（Community Choice Aggregation；コミュニティが独自に電力調達の選択肢を持つこと）は、重要施設を稼働させるためのマイクログリッドや、将来の山火事や系統停止を防ぐための太陽光や蓄電などの分散型エネルギー源（DER）など、地域のエネルギーレジリエンス（回復力）を高める取り組みを迅速に進めることができるユニークな立場にある。CCAは、実際、すでに地域のレジリエンス・プロジェクトを支援しており、緩和的な資源の開発を促進するための政策を積極的に提唱している。レジリエンスの向上がなければ、人命が危険にさらされ、気候変動に関する目標も危うくなる可能性がある。
カリフォルニア州のマリン大学（The College of Marin）は、製造サイクル効率（MCE：Manufacturing cycle efficiency）のパイロットプログラムに参加し、ケントフィールド・キャンパスとサテライト・キャンパスの両方に、太陽光パネルからの余剰エネルギーを貯蔵・利用するためのテスラ・バッテリーを設置した。この蓄電システムは、エネルギーコストの低いオフピーク時に取得した電力を蓄電し、エネルギーコストの高いピーク時にその電力を利用することで、マリン大学のエネルギー料金に大きな節約効果をもたらしている。
ニューヨーク州
ニューヨーク州は、１月上旬、クリーンエネルギーに関する一連の発表の中で、2030年までに同州のエネルギー貯蔵の導入目標を3GWから少なくとも6GWに倍増する計画をキャシー・ホーチュル(Kathy Hochul)知事が発表し、全米で最も積極的な蓄電池の目標を掲げている。同州ではすでに1,200MWが契約済みで、新規開発の奨励に3億ドル以上を投じている。しかし、電力会社は州が定めたストレージの目標達成に向けて取り組んでいる一方で（2018年に設定された当初の導入目標には多くが未達だったにもかかわらず）、ニューヨーク州エネルギー研究開発局（NYSERDA: New York State Energy Research & Development Authority）は、相互接続の遅れ、卸売市場の不透明さ、ストレージの幅広いメリットの一部の収益化の欠如といった障害が導入に影響を与える可能性があると認めている。
デラウェア州、イリノイ州、インディアナ州、ケンタッキー州、メリーランド州、ミシガン州、ニュージャージー州、ノースカロライナ州、オハイオ州、ペンシルベニア州、テネシー州、バージニア州、ウェストバージニア州、及びコロンビア特別区（PJMによるDERを集約し系統運用者のエネルギー、容量、アンシラリーサービス市場に参加させる枠組み確立の計画）
デラウェア州(Delaware)、イリノイ州(Illinois)、インディアナ州(Indiana)、ケンタッキー州(Kentucky)、メリーランド州(Maryland)、ミシガン州(Michigan)、ニュージャージー州(New Jersey)、ノースカロライナ州(North Carolina)、オハイオ州(Ohio)、ペンシルベニア州(Pennsylvania)、テネシー州(Tennessee)、バージニア州(Virginia)、ウェストバージニア州(West Virginia)、及びコロンビア特別区(the District of Columbia)の全体の電力の動向を調整しているPJMは、2026年から屋上太陽光、エネルギー貯蔵、電気自動車充電器などの分散型エネルギー源(DER:Distributed Energy Resources)を集約して系統運用者のエネルギー、容量、アンシラリーサービス市場に参加させる枠組みを確立する計画を、2022年2月1日(火曜日)に連邦エネルギー規制委員会に提出した。PJMは、サイバーセキュリティや、分散型エネルギー源（DER）集約モデルが進化する州政策や系統近代化の取り組みに対応できるようにするなど、ステークホルダーとの議論で浮上したさまざまな課題に引き続き取り組むと述べている。分散型エネルギー源（DER）アグリゲーションに市場を開放するPJMインターコネクションの計画は「良い第一歩」だが、完全な市場参加を妨げる可能性のある条項が含まれていると、Advanced Energy Economy（AEE）およびAdvanced Energy Management Alliance（AEMA）は2022年2月2日(水曜日)に発表した。
バージニア州では、2035年までに3,100MWの蓄電(エネルギーストレージ)を義務付け、そのうちの10％を需要家側(BTM: behind-the-meter)電源とすることを、投資家所有の電力会社に認可申請するよう求めている。
イリノイ州の”Climate and Equitable Jobs Act”では、州の委員会が蓄電池の普及政策を検討することを義務付けており、これには2032年末までに大手電力会社2社が達成すべき普及目標が含まれている。
コネチカット州
2021年6月、コネチカット州の”Ned Lamont”知事は、2030年までに1,000MWのエネルギー貯蔵導入を目標とする法案に署名した。これは、風力発電や太陽光発電を補完するエネルギー貯蔵の潜在的な成長を示す重要な指標となるもので、コネティカット州は貯蔵目標を設定した8番目の州となった。この目標には2024年までに300MW、2027年までに650MWという中間目標を達成する節点が設けられている。コネチカット州の公共事業規制機関（PURA: Public Utilities Regulatory Authority）の公共事業プログラム・イニシアチブ担当ディレクターであるジョシュ・ライヤー(Josh Ryor)氏は、「コネチカット州では、歴史的にサービスが行き届いていない地域への普及を視野に入れ、家庭や商業施設にバッテリーストレージを導入することに早くから重点を置いている」と述べている。需要家側(behind-the-meter)の導入に重点を置くのは、コネチカットの法案に基づいて580MWの蓄電池を導入するようPURAが指示したためでもあり（残りの蓄電池は州の調達で入手する）、系統への恩恵を最大化する方法で蓄電を普及させる試みでもある、とジョシュ・ライヤー氏は述べている。
メイン州
メイン州では、2030年末までに40万kWの蓄電池(ストレージ)を導入することを目指しており、料金体系をどうすればこの目標を達成できるかの調査に着手している。
ネバダ州
ネバダ州公益事業委員会(Public Utilities Commission of Nevada)は、NVエナジー社(NV Energy Inc.)による蓄電システム(エネルギーストレージシステム)の調達について、2020年末までに100MWから開始し、2030年末までに1,000MWとする2年ごとの目標を設定した。この目標は、主に電力会社の計画改革によって目指している。
マサチューセッツ州
マサチューセッツ州では、電力会社の計画や、ピーク時にバッテリーから電力を取り出せるようにした顧客に対してインセンティブを与えるプログラムを通じて、2025年までに1,000MWhという（エネルギーストレージ）目標に向けて取り組んでいる。
バーモント州
バーモント州の公益事業委員会(Public Utility Commission)は、州法に基づき、蓄電池(ストレージ)政策に関するルールメイキングを公開している。
オンタリオ州
分散型電源(エネルギー)源は、一般的に、オンタリオ州の需要の大部分を担っている従来の発電施設よりも規模が小さいものである。オンタリオ州では、過去10年間に4,000MW以上の分散型エネルギー源（DER：Distributed Energy Resources）が契約または設置されている。DERの導入は、今後数年間で拡大することが予想される。

## 欧州での分散型エネルギー源[22]

### 概要
分散型エネルギー資源（DER：Distributed Energy Resources）は、エネルギーを生産、貯蔵、管理する小型の技術である。例えば、ソーラーパネル、小型風力発電機、電気自動車、マイクログリッドなどがある。DERの利用を拡大することで、資源効率を向上させ、エネルギーシステムの回復力を高め、個人やコミュニティが脱炭素化においてより強力な役割を果たすことができる。そのため、欧州のグリーン・ディールや、安全で安価なクリーン・エネルギーに関するEUの計画にも適合しているように見える。しかし、DERの成長は従来の電力市場を混乱させ、適切な規制がなければ、その恩恵は社会全体で平等に享受されないかもしれない。

### 背景
従来、電力は少数の電気事業者によって集中的に供給されてきた。発電所で発電され、大規模な集中型送配電網を通じて長距離を通じて消費者に送られる。現在、分散型エネルギー源（DER：Distributed Energy Resources）が市場に占める割合は小さい(IRENA, 2019)。しかし、一部の業界推計では、2024年までに、分散型エネルギー源の世界的な展開が集中型送電網の展開を上回るとされている。エネルギー発電の比率は5対1以上である。分散型エネルギー源からの電力は必ずしもクリーンではないが、再生可能な分散型エネルギー源は環境政策や太陽電池の価格低下により、ますます人気が高まっている。
ドイツでは、分散型エネルギー源から生産される自然エネルギーは、すでにかなりの割合を占め の市場シェア(OECD, 2018)。これは、より分散化されたエネルギー生産への道を開くものである。
政策立案者は、このパラダイムシフトに向けて電力市場を準備する上で重要な役割を担っている。複数の電源から供給される再生可能エネルギーの変動するエネルギーの流入は、従来型の送電網を想定して設計・建設された送電網のインフラに挑戦することになる。自然エネルギーの割合が高い分散型システムは、化石燃料に依存する集中型システムに比べ、予測困難性がある。運営者は需要のピーク時や落ち込みの際の対応に苦慮する。分散型エネルギー源は、正しく管理されなければ、かえって電力コストを上昇させ、リソースの所有者と非所有者の間の不平等を助長する。

### 主要トレンド
分散型エネルギー源（DER：Distributed Energy Resources）が電力網に接続されると、顧客とエネルギー市場の関係が変化する。よりインタラクティブになるのだ。分散型エネルギー源の所有者は、受動的なエネルギー消費者から、能動的なエネルギー生産者、エネルギーサービスの提供者になるのである。電気を生産し、消費する人のことをプロシューマーと呼ぶ。デルフト工科大学の研究では、2050年までにEUの83％の家庭がプロシューマーになると推定されている。EUのパッケージである「すべてのヨーロッパ人のためのクリーンエネルギー」（Clean energy for all Europeans）は、EUの電力市場を改革し、再生可能エネルギー源の統合を促進するものである。その一環として、市民が独自に、あるいはアグリゲーターを通じて、あるいは市民のエネルギー共同体の中で、エネルギーを生産、貯蔵、販売する権利を認めている。これらの権利により、スペインの「太陽税」のような、生産消費者に法外な料金を適用することができなくなる。
エネルギーストレージ技術の進歩は、電力生産が地域化され、消費者の送配電網への依存度が低下するシナリオを導き出す可能性がある。テスラ（Tesla）はパワーウォール（Powerwall）により、さらにエンギー・ストレージ（Engie Storage）などの企業は、家庭や中小企業に適したバッテリーを開発している。この傾向は、電気自動車（EV）の増加によって補完される。「スマート」なEVはストレージサービスとして機能し、ビークル・ツー・グリッド（vehicle-to-grid）の送電を可能にする。蓄電システムは、日中に発電した電気を蓄え、夜間に使用したり、電力価格がピークに達したときに送電網に売ったりすることができる。
また、蓄電システムが充実すれば、消費者間の相互接続が促進される可能性がある。蓄電池を設置した家庭は電力を蓄え、その電力を他の消費者に販売することができる。ピアツーピア（peer-to-peer）取引は、電力会社のビジネスモデルに変化をもたらす可能性がある。電力会社は、エネルギーを供給するのではなく、”Uber”や”AirBnB”のような取引プラットフォームを運営することができる。英国では、ピアツーピア（P2P：peer-to-peer）取引プラットフォーム”Piclo”が、電力規制当局と共同で試行されている。エネルギー源のリアルタイム価格と検証可能性を考慮したブロックチェーン技術は、仲介者としての電力会社の必要性を完全に排除することができる。ブロックチェーンによる最初のピアツーピア（P2P：peer-to-peer）電力取引は、2014年にオランダで実行された。
分散型エネルギー源のオフグリッド・アプリケーションは、特に発展途上国や新興国において、国や地域の送電網へのアクセスが不十分な遠隔地での電力供給を可能にする。6億人もの人々がアフリカでは、現在、電気を利用することができない。国際エネルギー機関（IRENA：The International Energy Agency）は、2024年までにサハラ以南のアフリカにおける太陽光発電容量の20％が「オフグリッド」分散型エネルギー源から供給されると予測している（IEA, 2019）。
エネルギー・コミュニティは、クリーン・エネルギー転換の一部と見なされるようになってきている。家庭、個人、企業が共同でエネルギー関連資産の開発・運営に投資する。推計によると2030年までに、EUのエネルギーコミュニティは、風力発電の設置容量の約17％、太陽光発電の21％を所有することができるとされている（欧州委員会、2016年）。これらのコミュニティは、地域の経済発展を促進し安全で安価なエネルギーを確保し、地域の結束を高める（Caramizaru, A. and Uihlein, A., 2020）。
2019年にはEU クリーンエネルギーパッケージは、市民エネルギーコミュニティの法的枠組みを初めて確立した。EUは”Horizon 2020”を通じて、エネルギーコミュニティを支援することを目的とした”COMPILE”などのイニシアチブに資金を提供している。

## アフリカでのソーラーホームシステム（SHS：Soler Home System）
アフリカでは急速な経済成長を背景とした生活レベルの向上や生活様式の変化により電力需要が大幅に増加しているが、送配電網整備の遅れにより、サブサハラ以南ではいまだに6億人以上が非電化地域に在住している。
アフリカでは、ケニア、ウガンダ、東アフリカ諸国で、住宅や小規模商店の屋根上にソーラーパネルを設置し、太陽光発電により照明、携帯充電器、家電（ラジオ、TV）などを稼働させるSHS（Soler Home System）を展開している。ユーティリティ設置と送配電網設置及び維持コストをかけることに比べ、太陽光発電による分散型電源を各家庭に設置し、蓄電池に電力を蓄電して電化製品を使用する方がコストが安価ですむからである。イグナイトパワー社（Ignite Power）はアフリカの地方域、特にルワンダで30万台のソーラーホームシステム（SHS（Soler Home System））の受注を獲得した。同社は、2020年7月にルワンダ開発銀行（BRD：the Development Bank of Rwanda）、世界銀行（the World Bank）、スウェーデン国際開発庁（SIDA：the Swedish International Development Agency）と提携し、同社のソーラーホームシステムの農村部での普及を可能にするため、より多くの融資を受けることに成功した。また、今回の資金増強により、購買力の低い農村部に住む人々にも、同社の独立型太陽光発電システムをより身近なものにすることができる。ペイ・アズ・ユー・ゴー（使った分だけ支払う）（pay-as-you-go (pay-per-use)）方式により、各家庭はソーラーシステムを取得し、月々最大860ルワンダフラン（1ドル未満）の少額で支払うことができる。 
また、三井物産株式会社は2018年5月1日、アフリカでソーラーホームシステム（SHS：Solar Home System）事業を展開するM-KOPA Solar社（以下「M-KOPA社」）への出資参画に関する関連契約書を締結した。M-KOPA社は、ケニア、ウガンダなどでのソーラーホームシステムの累計販売台数が60万台を超えるソーラーホームシステム事業のリーディングカンパニーである。

## 長所・短所
長所
- 送電
  - 送電ロスが少ないthe World Bank
  - 送電設備が縮減できる
- 災害時などでの電力ネットワーク停止時にも電源供給がある程度期待できる
- 電力ネットワークを上手に設計できれば、冗長性が増すことで抗堪性が高まる
- コジェネレーションでは廃熱利用が可能

短所
- 送電系統と配電系統での逆潮流への対応
  - 設備設計と日常的な制御が複雑になる
  - 電力の品質低下が懸念される
  - 設備に求められる余裕度が大きくなる
- 小規模・分散化による弊害
  - 一般的には大規模発電設備よりも発電効率[注 3]が低下する
  - 運転管理に手間がかかるおそれがある
  - 必要な設備投資の合計額が大きくなるおそれがある
  - 排煙処理などの確実性に疑問が残る
- 人口密集地域内やその近辺での事故時のリスクが大きい

## 代表例
"Behind-the-Meter(BTM)"（需要家側）として、多くの事業所で導入済みの自家発電設備に加えて、家庭等での太陽光パネルのパワーコンディショナ(PVインバーター)などの小規模な発電装置とその蓄電池が分散型電源として電力系統に接続されるようになっている。スマートシティ開発と連携して、電気自動車の蓄電池を系統に接続し、分散型電源として活用することも検討されている。
"Front-of-Meter"（系統側）として、例を挙げると、東北電力の南相馬変電所に40000kWhのリチウムイオン蓄電池を設置し分散型電源及び系統の安定に活用している。住友電工は、北海道電力ネットワークから出力17,000kW、容量51,000kWhのレドックスフロー電池を受注した。
南オーストラリアでテスラは、出力100MW、容量129MWhのリチウムイオン二次電池を設置し、系統と連携して、FCAS(Frequency Control Ancillary Service)のコストを90%下げた。地域の発電容量の2%のテスラの蓄電池がFCASサービスの55%を引き継ぎ、地域の電力に革命をもたらした。
- 化石エネルギー
  - ディーゼルエンジン
  - ガソリンエンジン
  - ガスタービンエンジン
    - マイクロガスタービン

  - 燃料電池
  - 排熱回収冷凍機[1]
  - ヒートポンプ[1]
- 自然エネルギー
  - 太陽光発電
  - 風力発電
  - 小水力発電
  - バイオマス発電[1]
  - 地熱発電[1]
- 廃熱利用
  - 廃棄物発電
  - 炉頂発電
- 蓄電池
  - パワーコンディショナーのリチウムイオン二次電池
  - Utilityの変電所に設置されたリチウムイオン二次電池
  - 電気自動車のバッテリー
  - 独立した大規模蓄電池による分散型電源[45]

## 系統安定と直流送電
自然エネルギー由来の発電システムでは計画的で安定的な電源供給は望めないために、送電・配電系統に影響を与えないように高機能なパワーコンディショナー（パワーコンディショナ（パワコン）は和製英語で、海外では一般にPVインバーターと言う（PVはPhotovoltaic:太陽電池））。といった系統安定化のための技術開発が進められており、特に送電系統に関しては日本では電気設備技術基準、電気設備の技術基準の解釈、電力品質確保に係る系統連系技術要件ガイドライン、系統連系規程などにより規制されている（詳細は系統連系を参照）。
分散型電源の中でも燃料電池や太陽電池のように直流出力型のものは、直流-交流変換を行って交流式の送電網に接続するよりも、そのまま直流送電を行うことがある。
交流式の送電網では系統安定化のために、三相の位相や周波数、電圧、電流を常に整えておく必要があり、直流送電では電圧のみの制御で済むために有利なためである。交流送電では、表皮効果の問題や、リアクタンスの影響や静電容量の影響などのデメリットがある。また、洋上風力発電機などから50キロ、100キロといった距離を送電することは、送電中に電力ロスの大きい交流では不可能なのが実情だが、直流であれば1000キロでも2000キロでも、技術的に無理なく送電可能である。日本の交流送電網における送電ロスは6%程度だが、高圧直流送電なら、1000キロでも3%程度のロスに抑制可能である。他にも、交流送電には「交流ループによって潮流調整が難しい」「フェランチ効果による障害が発生しやすい」デメリットがある。
イタリアのチェパガッティとモンテネグロのコトルをアドリア海を挟んでおよそ400キロの距離を海底ケーブルで結び、主にモンテネグロ側から高圧直流電気を送るプロジェクトが立ち上がり、2017年現在建設工事を進めている。中国では、直流の超高圧送電網の整備も進んでおり、800kV以上の直流送電網が7つ建設中または承認待ちとなっている。「昌吉ー古泉」のプロジェクトは電圧1100kV、距離3300kmである。
将来、仮に直流送電や直流配電が一般化すれば、電気製品への給電も交流ではなく直流のまま行う直流給電が採用されることも考えられる。その際、直流電流を遮断する時に発生するアーク放電が課題になると思われる。